# رقاقة حيوية

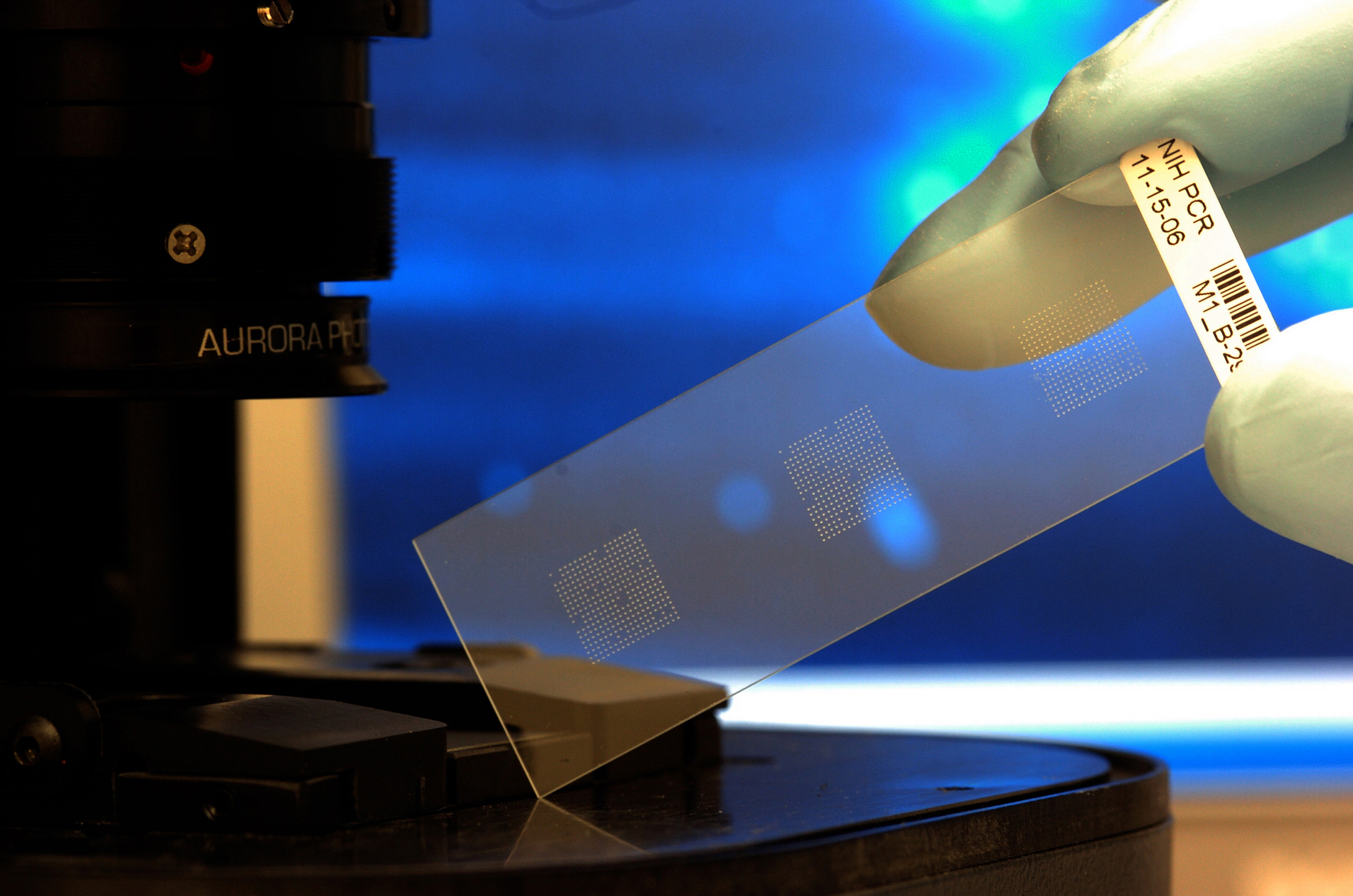
المئات من نقاط الهلام المرئية على سطح رقاقةٍ حيويةٍ.

يمثل تطوير  الرقاقة الحيوية  (بالإنجليزية:  biochip)‏ أحد الدفعات الرئيسية في مسار صناعة التقانة الحيوية المتنامية بسرعة، والتي تضم العديد من الجهود البحثية المتنوعة في مجالات علم الجينوم، البروتيوميات، وكذلك علم الأدوية، وذلك فيما بين العديد من الأنشطة الأخرى. فالتقدم في مثل تلك المجالات البحثية يوفر للباحثين طرقاً وسبلاً مختلفةً لتنفيذ عمليات بناء الأنسجة الحيوية المعقدة والتي تحدث داخل الخلية، بالإضافة إلى الهدف الأسمى والمتمثل في تفهم طبيعة الأمراض البشرية والتوصل إلى سبلٍ متنوعةٍ لعلاجها والقضاء عليها. هذا وفي الوقت ذاته، تلعب صناعة أشباه الموصلات دوراً ثابتاً في إتقان صناعة التصغير المصغرة باطرادٍ مستمر. حيث أسفرت نشأة هاذين المجالين الصناعيين في السنوات الأخيرة عن تمكين علماء التقانة الحيوية من بدء تعبئة وترتيب أدوات الاستشعار الضخمة على مساحاتٍ أصغرٍ وأصغر، منتجين بذلك ما يُطلق عليه حالياً  الرقاقات الحيوية . حيث تمثل تلك الرقاقات الحيوية مختبراتٍ مصغرةٍ بدرجةٍ متناهيةٍ مما يجعلها قادرةً على أداء المئات، بل الآلاف، من التفاعلات الحيوية الكيميائية في آنٍ واحدٍ. فالرقاقات الحيوية تُمَكِّن الباحثين من مسح أعدادٍ كبيرةٍ من التحليلات الحيوية بسرعةٍ كبيرةٍ وللعديد من الأغراض المتنوعة فيما بين تشخيص الأمراض إلى اكتشاف عوامل الإرهاب الحيوي.

## التاريخ
يرجع تاريخ الرقاقات الحيوية إلى أمدٍ بعيدٍ من الزمان، والذي يبدأ من الأعمال المبكرة المتعلقة بتقانة المستشعرات. حيث كان قطب الآس الهيدروجيني الزجادي من أوائل المستشعرات الكيميائية المحمولة، والذي اخترعه هوجس في عام 1922 (Hughes, 1922). هذا وتم استكمال إنجاز قياس الآس الهيدروجيني (pH) بالتبادلات فيما بين مواقع H+ وأكسيد السيليكون (SiO) في الزجاج. في حين استُخْدِمَت الفكرة الرئيسية لاستخدام مواقع التبادل لإنتاج وتصنيع الأغشية الانتقائية في تطوير المستشعرات الأيونية الأخرى (بالإنجليزية:  Ion selective electrode)‏عبر السنوات المتلاحقة. تم تصنيع مستشعر H+ من خلال دمج الفالينوميسين (بالإنجليزية:  Valinomycin)‏ داخل غشاءٍ رقيقٍ (Schultz, 1996). إلا أننا نلاحظ انقضاء أكثر من ثلاثين عاماً قبيل إنتاج أول مستشعرٍ حيويٍ (بالإنجليزية:  Biosensor)‏ حقيقيٍ (على سبيل المثال مستشعرٌ قائمٌ على استخدام الجزيئات الحيوية). حيث نشر ليلاند كلارك ورقةٍ بحثيةٍ عن قطب الأكسجين الاستشعاري (بالإنجليزية:  Clark electrode)‏ (Clark, 1956_41). فقد أصبح هذا الجهاز القاعدة أو المنصة المستخدمة في تصنيع مستشعر الجلوكوز والذي قام كلارك وزميله ليونز بتطويره في عام 1962، والذي يقوم على استخدام جزيئات أكسيداز الجلوكوز (بالإنجليزية:  Glucose oxidase)‏ الموجودة في غشاء الديال (Clark, 1962). مع ملاحظة أن الإنزيم يقوم بوظيفته في وجود الغلوكوز لتقليص كمية الأكسجين المتوفرة لقطب الأكسجين، ومن ثم ربط مستويات الأكسجين بتركيز الغلوكوز. مما يجعل تلك الأجهزة بالإضافة إلى المستشعرات الحيوية معروفة على أنها أقطاب إنزيمية، والتي ما زالت معروفة هكذا حتى يومنا هذا.
كما أعلن واطسون وكريك (بالإنجليزية: Watson and Crick)‏ في عام 1953 عن اكتشافهما للبنية الحلزونية المزدوجة (بالإنجليزية:  Nucleic acid double helix)‏ لجزيءالحمض النووي، بالإضافة إلى أنهما أرسا المرحلة البحثية في علم الجينوم والتي استمرت حتى وقتنا الحاضر (Nelson, 2000). هذا وقد مكَّن التطور في أساليب التسلسل (بالإنجليزية:  sequencing)‏ في عام 1977، على يد كلٍ من ولتر غيلبرت (Maxam, 1977) وفردريك سانغر (Sanger, 1977) (والذي عمل كلٌ منهما بشكلٍ منفردٍ على حدةٍ)، الباحثين من قراءة الشفرات الوراثية مباشرةً، والتي وفرت تعليماتٍ حول عملية تخليق البروتين الحيوي. حيث أوضح هذا البحث كيفية الاستفادة من تهجين (بالإنجليزية:  Hybridisation (molecular biology))‏ ضفائر الأوليغونوكليوتيدات (بالإنجليزية: oligonucleotide)‏ المفردة المتكاملة كقاعدةٍ لاستشعار بالحمض النووي. في حين ساعد إنجازان إضافيان آخران في تقديم العون للتقانة المستخدمة في مجال مستشعرات الحمض الريبي النووي. الإنجاز الأول تمثل في اختراع كاري موليس عام 1983 لتقنية تفاعل البوليميراز المتسلسل (PCR) (Nelson, 2000)، وهي عبارة عن طريقةٍ لتكبير تركيزات الحمض النووي (دنا). حيث ساعد هذا الاكتشاف على التمكن من القدرة على تحديد الكميات متناهية الصغر من الحمض النووي في العينات التي يتم التقاطها. في حين تمثل الإنجاز الثاني في اختراع هود ومعاونيه عام 1986 لطريقةٍ لوصم جزيئات الحمض النووي برقع النيون بدلاً من استخدام الرقع الاشعاعية (Smith, 1986)، ومن ثم التمككن من الملاحظة البصرية لتجارب التهجين.

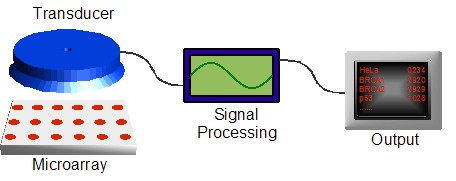
شكل (1): الرقاقات الحيوية تعبِّر عن منصةٍ تتطلب، بالإضافة إلى تقانة المصفوفة الدقيقة، استخدام تقانةالتنبيغ ومعالجة الإشارة للحصول على نتائجٍ لتجارب الاستشعار.

هذا وقد أسفر التقدم التقني الكبير والمتسارع في مجال الكيمياء الحيوية وأشباه الموصلات في الثمانينات من القرن العشرين عن إحداث طفرةٍ نمائيةٍ عريضة النطاق في مجال تقانة الرقائق الحيوية في فترة التسعينات من القرن ذاته. حيث أصبح من الجلي في ذلك الوقت أن الرقاقات الحيوية كانت تمثل وبصورةٍ كبيرةٍ الأرضية أو الدعامة التقنية والتي كونت العديد من المكونات المنفصلة وحتى المتكاملة معاً. فالشكل (1) يعرض مثالاً نموذجياً لقاعدة رقاقةٍ حيويةٍ. فالعنصر المكون الاستشعاري (أو «الرقاقة») هو مجرد قطعةٍ واحدةٍ في نظامٍ تحليليٍ كاملٍ. حيث يجب إتمام عملية التبديل لترجمة حدث الاستشعار الفعلي (رابطة الحمض النووي الريبي، تفاعلات أكسدة-اختزال إلخ) إلى صيغةٍ مفهومةٍ من قِبَل الحاسوب (الجهد، كثافة الضوء، الكتلة إلخ)، والتي تُمَكِّن التحليل الإضافي وعملية المعالجة من تقديم وإنتاج منتجٍ نهائيٍ يمكن قراءته بواسطة الإنسان. وهنا نلاحظ أن التقنيات المتعددة المطلوبة لإنتاج شريحةٍ حيويةٍ ناجحةٍ – من كيمياء استشعار، إلى مصفوفةٍ دقيقةٍ (بالإنجليزية:  microarraying)‏- تتطلب مدخلاً منهجياً حقيقياً متعدد الأنظمة. وكانت رقاقة شركة Affymetrix الحيوية من أوائل الرقاقات الحيوية للأغراض التجارية التي تم تصنيعها. حيث اشتملت منتجاتهم «للرقاقات الجينية الوراثية» (بالإنجليزية:  GeneChip)‏ على آلاف مستشعرات الحمض النووي الفردية للاستخدام في استشعار العيوب، أو تعددات أوجه النوكليوتيد الفردي (بالإنجليزية:  single nucleotide polymorphisms)‏، في المورثات والتي منها جين بي53 (محفز للأورام) وجيني بروتين BRCA1 ومرض ألزهايمر وBRCA2 (المرتبطان بسرطان الثدي) (Cheng, 2001). وكانت تلك الرقاقات قد تم تصنيعها باستخدام أساليب الطباعة الحجرية الدقيقة والمستخدمة عادةً في تصنيع الدارات المتكاملة (انظر أسفل).
ونلاحظ انتشار تنوعاً كبيراً في يومنا هذا من تقنيات الرقاقات الحيوية والتي تتراوح بين طور التطوير والتوزيع التجاري. كما تم تحقيق العديد من الإنجازات والتطورات والتي ما زالت مستمرة في مجال أحاث الاستشعار التي تُمَكِّننا من تطوير أرضياتٍ جديدةٍ من أجل المزيد من التطبيقات الجديدة. كما أن تشخيص السرطان من خلال كتابة الحمض النووي الريبي هي مجرد فرصةٌ واحدةٌ أمام السوق. مما يفتح المجال أمام العديد من الصناعات لترغب حالياً في التمكن من مسح قطاعٍ عريضٍ من العوامل الكيميائية والحيوية في آنٍ واحدٍ، في حين تتنوع أغراضها من مجرد اختبار أنظمة المياه العامة من أجل استكشاف العوامل المسبببة للمرض، إلى مسح الحمولة الجوية بحثاً عن متفجراتٍ. وتطمح شركات الأدوية بصورةٍ اندماجيةٍ إلى مسح مرشحي الأدوية ضد الإنزيمات المستهدفة. ولتحقيق مثل تلك الأهداف، يتم توظيف الحمض النووي، الحمض الريبي النووي، البروتينات، بل حتى الخلايا الحية في حد ذاتها، كوسائط استشعار على الرقاقات الحيوية (Potera, 2008). كما تم توظيف العديد من طرائق التنبيغ (التحاس) كذلك والتي منها صدى سطح البلازمون (بالإنجليزية:  surface plasmon resonance)‏، الفلورية، والضيائية الكيميائية. في حين تعتمد أساليب التحاس والاستشعار الخاصة والتي تم انتقائها على بعض العوامل منها السعر، الحساسية، والقدرة على إعادة الاستخدام مرةً أخرى.

## تصنيع المصفوفة الدقيقة
تمثل المصفوفة الدقيقة – والتي هي عبارة عن شبكةٍ من المستشعرات الحيوية ثنائية الأبعاد الكثيفة – مكوناً حيوياً في منصة أو قاعدة الرقاقة الحيوية. حيث يتم اصطفاف المستشعرات بصورةٍ نموذجيةٍ على ركيزةٍ مسطحةٍ قد تكون سلبية الشحنة (مثل السيليكون أو الزجاج) أو تكون نشيطةً، حيث تتشكل الأخيرة من الإلكترونيات المدمجة أو الأجهزة الميكانيكية الدقيقة والتي تقوم بوظيفة التحاس أو تساعد على إنجازها. هذا وتُسْتخْدَمْ كيمياء السطوح لربط جزيئات المستشعر تساهمياً بوسيط الركيزة. مما يجعل من عملية تصنيع المصفوفات الدقيقة مسألةً غير تافهةٍ، بل عقبةً اقتصاديةً وتكنولوجيةً رئيسيةً، قد تساعد بصورةٍ حتميةٍ في تحديد نجاح مستقبل منصات الرقاقات الحيوية. ويتمثل التحد الرئيسي في تصنيع الرقاقات الحيوية في عملية وضع كل مستشعر نانوي في مكانه المخصص له (تماماً كما هو الحال على شبكة النظام الإحداثي الديكتاري) على الركيزة. ونلاحظ توافر العديد من السبل لتحقيق ذلك التموضع بصورةٍ دقيقةٍ، إلا أنه عادةً ما يتم استخدام أنظمةٍ روبوتيةٍ دقيقةٍ (Schena, 1995) أو طباعةٍ دقيقةٍ (MacBeath, 1999) لوضع نقاط أو مواضع المادة الاستشعارية الصغيرة على سطح الرقاقة. وبسبب أن كل مستشعرٍ فريدٍ في نوعه، فإن عدداً قليلاً فقط من الموضاع أو النقاط يمكن وضعها في الوقت ذاته. هذا وتُسْفٍرُ طبيعة الإنتاجية المنخفضة لهذه العملية عن ارتفاع تكلفة التصنيع.
قام كلٌ من فودر وزملائه بتطوير عملية تصنيع فريدةٍ للرقاقة الحيوية (والتي استخدمتها فيما بعد شركة Affymetrix)، والتي يتم استخدام العديد من خطوات الطباعة الحجرية الدقيقة فيها لتصنيع توافقياً مئات الآلاف من مستشعرات الحمض النووي أحادي الضفيرة الفريد على ركيزةٍ أحادية النوكليوتيد في الوقت ذاته (Fodor, 1991; Pease, 1994). فهناك خطوة طباعةٍ حجريةٍ مطلوبةٍ لكل نموذج قاعدة؛ ولذلك، فإن المطلوب أربع خطواتٍ لمستوى كل نوكليوتيد. وعلى الرغم من فعالية ذلك الأسلوب في إمكانية القدرة على إنتاج عددٍ كبيرٍ من المستشعرات في آنٍ واحدٍ، إلا أنه متاح فقط في وقتنا الحالي لإنتاج ضفائر الحمض النووي (من 15- 25 نوكليوتيدات). في حين تُحَجِّم عوامل الدقة، الموثوقية والتكلفة من عدد خطوات الطباعة الحجرية الضوئية التي يمكن تطبيقها في تلك العملية. هذا بالإضافة إلى طرائق التصنيع التوافقية القائمة على التوجيه الضوئي ليست متاحة حالياً بالنسبة للبروتينات أو جزيئات الاستشعار الأخرى.
وكما لوحظ مسبقاً، فإن أغلب المصفوفات الدقيقة تتكون من شبكةٍ ديكارتيةٍ من المستشعرات. حيث يُستخدم هذا التطبيق بصورةٍ أساسيةٍ لتخطيط أو «ترميز» نسق كل مستشعرٍ لوظيفته. كما تستخدم المستشعرات في تلك المصفوفات عادةً أسلوب تأشيرٍ عالميٍ (مثل الفلورية)، ومن ثم تجعل النسق تلك الملمح أو السمة المميزة الوحيدة لها. كما يجب تصنيع تلك المصفوفات باستخدام عليةٍ متسلسلةٍ (والتي تتطلب خطواتٍ متسلسلةٍ متعددةٍ)، بهدذ ضمان أن يتم وضع كل مستشعرٍ في موضعه الصحيح.
في حين تُعَدُ طريقة التصنيع «العشوائي»، والتي يتم فيها وضع المستشعرات في أماكنٍ محددةٍ على الرقاقة، طريقةٍ بديلةٍ للطريقة المتسلسلة. فعملية التموضع المكلفة والشاقة ليست محبزة، مما يُمَكِّن من استخدام أساليب التجميع الذاتي بصورةٍ متوازيةٍ. حيث يمكن إنتاج دفعاتٍ ضخمةٍ من المستشعرات المتطابقة؛ حيث يتم دمج وتجيمع مستشعرات كل دفعةٍ في مصفوفةٍ واحدةٍ. وهنا يجب استخدام مشروع الترميز القائم على عدم التناسق بهدف تحديد كل مستشعر. وكما يُظْهِرُ الشكل، فإن مثل ذلك التصميم تم تنفيذه للمرة الأولى (والذي تم تسويقه لاحقاً من خلال إليومينا) بواسطة استخدام الكريات المصنعة والموضوعة عشوائياً في آبار كابل من الألياف البصرية المحفورة (Steemers, 2000; Michael, 1998). حيث تم ترميز كل كريةٍ بصورةٍ فريدةٍ بتوقيع فلوري. على الرغم من ذلك، فإن مشروع الترميز هذا يتسم بالقصور على عددٍ من تركيبات الأصباغ النادرة والتي يمكن استخدامها وتمييزها بنجاحٍ.

## تقنيات مصفوفة رقاقة البروتين الحيوية والمصفوفات الدقيقة الأخرى
مع ملاحظة أن المصفوفات الدقيقة (بالإنجليزية:  Microarray)‏ لا تقتصر على تحليل الحمض النووي فقط؛ حيث أنه يمكن تصنيع مصفوفات البروتين الدقيقة (بالإنجليزية:  protein microarray)‏، مصفوفات الأجسام المضادة الدقيقة (بالإنجليزية:  antibody microarray)‏، وكذلك مصفوفات المركبات الكيميائية الدقيقة (بالإنجليزية:  chemical compound microarray)‏ من خلال استخدام الرقاقات الحيوية كذلك. حيث قامت مختبرات شركة راندوكس  المحدودة بنشر دليلها على ذلك، من خلال إنتاج أول محلل تقنية مصفوفة رقاقة البروتين الحيوية في عام 2003. فقد أحلت الرقاقة الحيوية محل صفيحة فحص إنزيم المناعة (بالإنجليزية:  Enzyme-linked immunosorbent assay (ELISA))‏ أو الكوفيت (بالإنجليزية:  Cuvette)‏ كقاعدة أو منصة التفاعل. وتُستخدم الرقاقة الحيوية لتحليل (معاً) مجموعةٍ من الاختبارات المرتبطة في عينةٍ فرديةٍ، منتجةً بذلك سجلاً مرضياً للمريض. حيث يمكن الاستفادة من سجل المريض هذا في مسح المرض، التشخيص، ضبط تقدم وتطور المرض أو حتى ضبط عملية العلاج في حد ذاتها. فإجراء العديد من عمليات التحليل في آنٍ واحدٍ، والتي تم وصفها على أنها مضاعفة، تسمح بعملية تقلصٍ واضحةٍ في معالجة الوقت وكمية عينات المريض المطلوبة. وهنا نلاحظ أن تقانة مصفوفة الرقاقة الحيوية تتسم بأنها تطبيقٌ جديدةٌ لمنهجيةٍ مألوفةٍ، باستخدام فحوص المناعة (بالإنجليزية:  immunoassay)‏ الشطيرية، التنافسية والملتقطة للأجسام المضادة. ويتمثل الاختلاف القائم في ما بين فحص الناعة تلك والفحوص التقليدية للمناعة في أن ربيطات الالتقاط متصلةٌ تساهمياً بسطح الرقاقة الحيوية في مصفوفةٍ مرتبةٍ بدلاً من وجودها في المحلول.
هذا وتُستخدم الأجسام المضادة الموسومة بالإنزيم في الفحوص الشطيرية (بالإنجليزية:  sandwich assay)‏؛ في حين يُسْتَخْدَم المستضد الموسوم بالإنزيم في الفحوص التنافسية. مع ملاحظة أنه في رابطة مستضدات المضاد الحيوي، ينجم ضوءٌ من تفاعل الضيائية الكيميائية. وتتم عملية الاكتشاف بواسطة لواقط (متحسسات) السي سي دي (CCD). حيث يُعتبر لاقط السي سي دي مستشعراً حساساً عالي الوضوح وجودة الصورة، والقادر على اكتشاف وقياس المستويات المنخفضة جداً من الضوء بدقةٍ. ويتم تحديد مواقع الفحص بواسطة استخدام نمط شبكي (بالإنجليزية:  grid pattern)‏، ثم يلي ذلك تحليل إشارات الضيائية الكيميائية بواسطة برمجيات التصوير لقياس الأناليتات الفردية بسرعةٍ وفي آنٍ واحدٍ.
هذا ويمكن الإطلاع على مزيدٍ من التفاصيل حول تقنيات المصفوفات الأخرى عبر هذا الصفحة الإلكترونية: مصفوفة الأجسام المضادة الدقيقة (بالإنجليزية:  Antibody microarray)‏.